# بام شرايفر
بام شرايفر (بالإنجليزية: Pam Shriver) مواليد 4 يوليو 1962 في بالتيمور، ماريلاند، الولايات المتحدة، هي لاعبة كرة مضرب أسترالية سابقة بدأت مسيرتها كمحترفة عام 1979، وإعتزلت اللعب في 1997، كانت شرايفر متخصصة في مسابقات زوجي كرة المضرب. تعمل حالياً مذيعة في قنوات إي إس بي إن. وخلال فترة احترافها في ثمانينات وتسعينات القرن العشرون فازت ب133 لقب، منها 22 لقب بالجراند سلام (21 لقب بزوجي السيدات، ولقب بالزوجي المختلط)، وفازت بذهبية مسابقة زوجي التنس في الألعاب الأولمبية الصيفية 1988 في سيول مع مواطنتها زينا جاريسون.

## روابط خارجية
- بام شرايفر على موقع رابطة محترفات التنس (الإنجليزية)
- بام شرايفر على موقع الاتحاد الدولي لكرة المضرب (الإنجليزية)
- بام شرايفر على موقع كأس بيلي جين كينغ (الإنجليزية)
- بام شرايفر على موقع قاعة مشاهير كرة المضرب الدولية (الإنجليزية)
- بام شرايفر على موقع خلاصة التنس.كوم (الإنجليزية)
- بام شرايفر على موقع إي إس بي إن.كوم (الإنجليزية)
- بام شرايفر على موقع اللجنة الأولمبية الدولية (الإنجليزية)
- بام شرايفر على موقع أوليمبيديا (الإنجليزية)